# 野間站
野間站（日语：／ Noma eki */?）是位於愛知縣知多郡美濱町野間新大町，名古屋鐵道（名鐵）的知多新線車站。車站編號為KC23。所有列車均停此站。曾經為知多新線的終點站。此站曾經是快速急行停車站，部分特急停站，快速特急則通過。在2011年3月26日時間表修正中所有列車停站。

## 歷史
- 1976年（昭和51年）4月4日 - 知多新線知多奧田站至此站之間開業，此站啟用，當時已經是無人車站。
- 1980年（昭和55年）6月5日 - 此站至內海之間開業。 
  - 在此站至內海站之間，曾計劃建設小野浦站（日语：小野浦駅）。
- 2007年（平成19年）7月14日 - 車站可以使用交通儲值卡「Trans Pass（日语：トランパス (交通プリペイドカード)）」。
- 2011年（平成23年）2月11日 - 車站可以使用「manaca」IC卡。
- 2012年（平成24年）2月29日 - 車站不可使用交通儲值卡「Trans Pass」。

## 車站構造
車站為一座高架車站，設有2面2線的相對式月台，可進行列車交會。月台可容納6卡車廂，8卡編成的列車中，後尾2卡車廂的車門不會打開（選擇性車門操作）。此站為一線通過結構，靠左邊通行，在特急通過時，往名古屋方向的列車於站內需低速通過。引入了車站集中管理系統的無人車站（曾經季節性設有車站職員當值）。在車站內設有1台觸控面板式自動售票機（可購買μ-Ticket，不能使用manaca）、2台自動閘機和1台自動補票機。由於使用人次少，因此沒有設置升降機和電梯。
| 月台 | 路線     | 上下行 | 方向                   |
| ---- | -------- | ------ | ---------------------- |
| 1    | 知多新線 | 下行   | 內海方向               |
| 2    | 知多新線 | 上行   | 太田川、名鐵名古屋方向 |

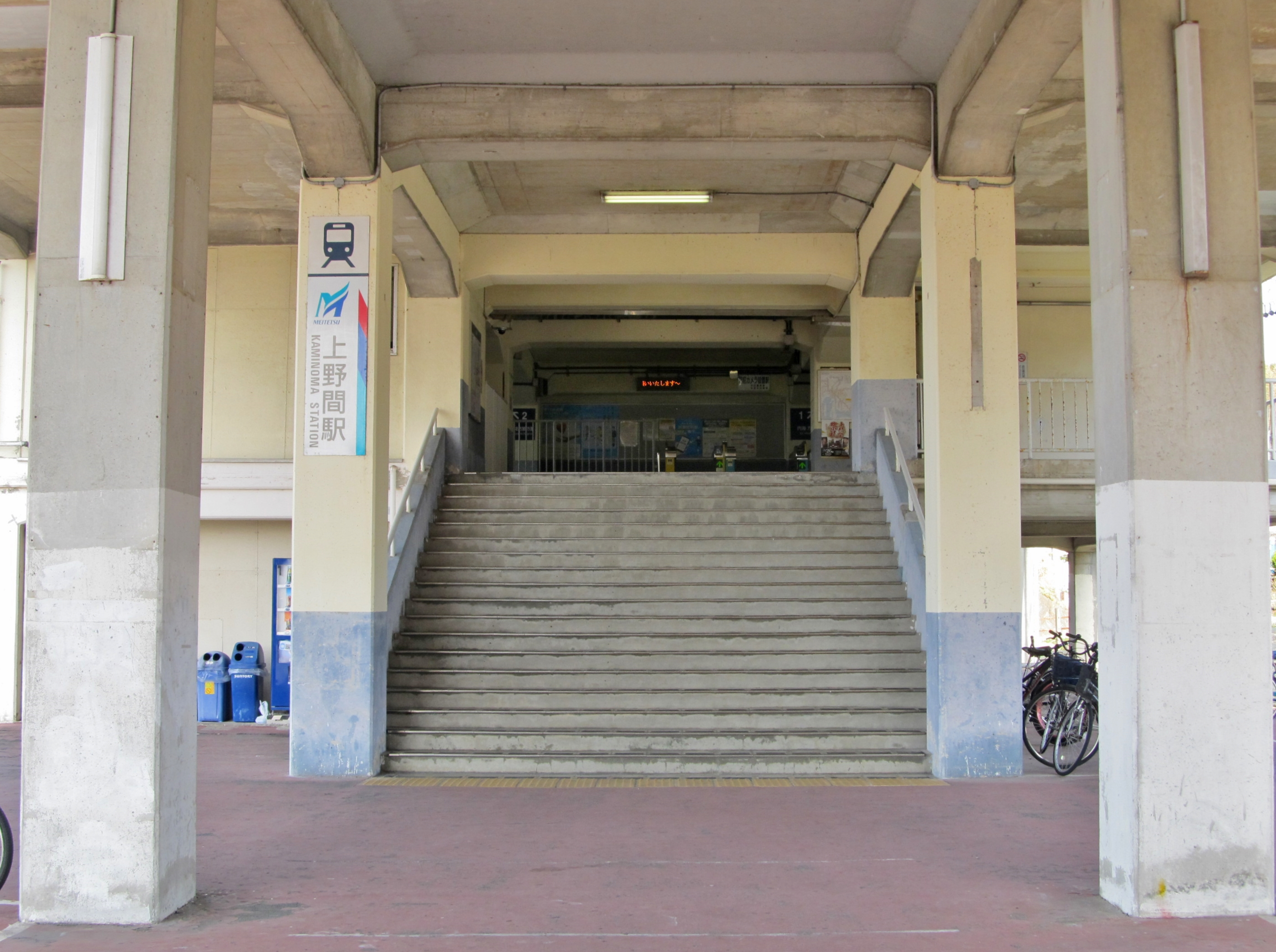
入口(2023年3月)
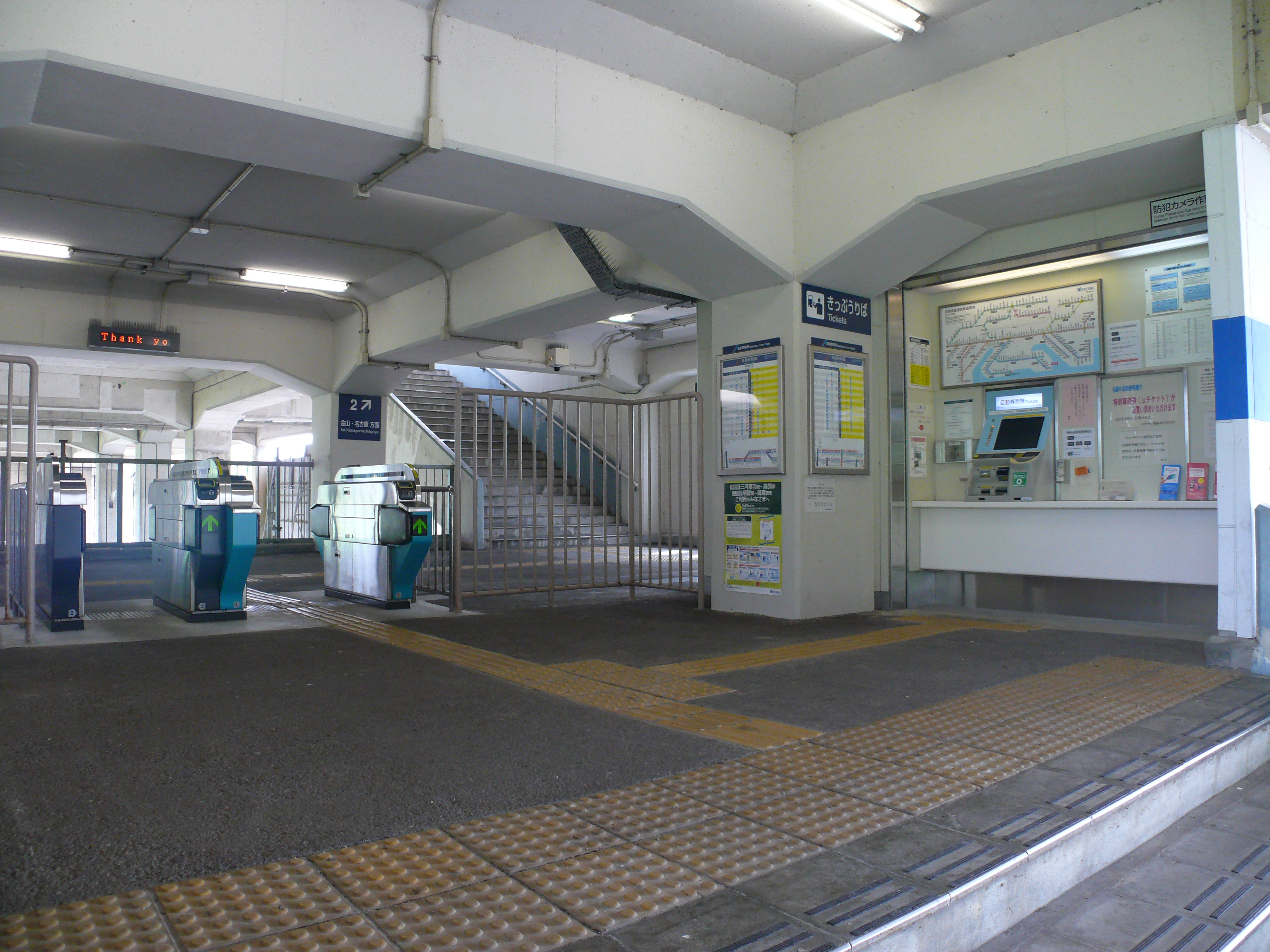
售票機與閘機
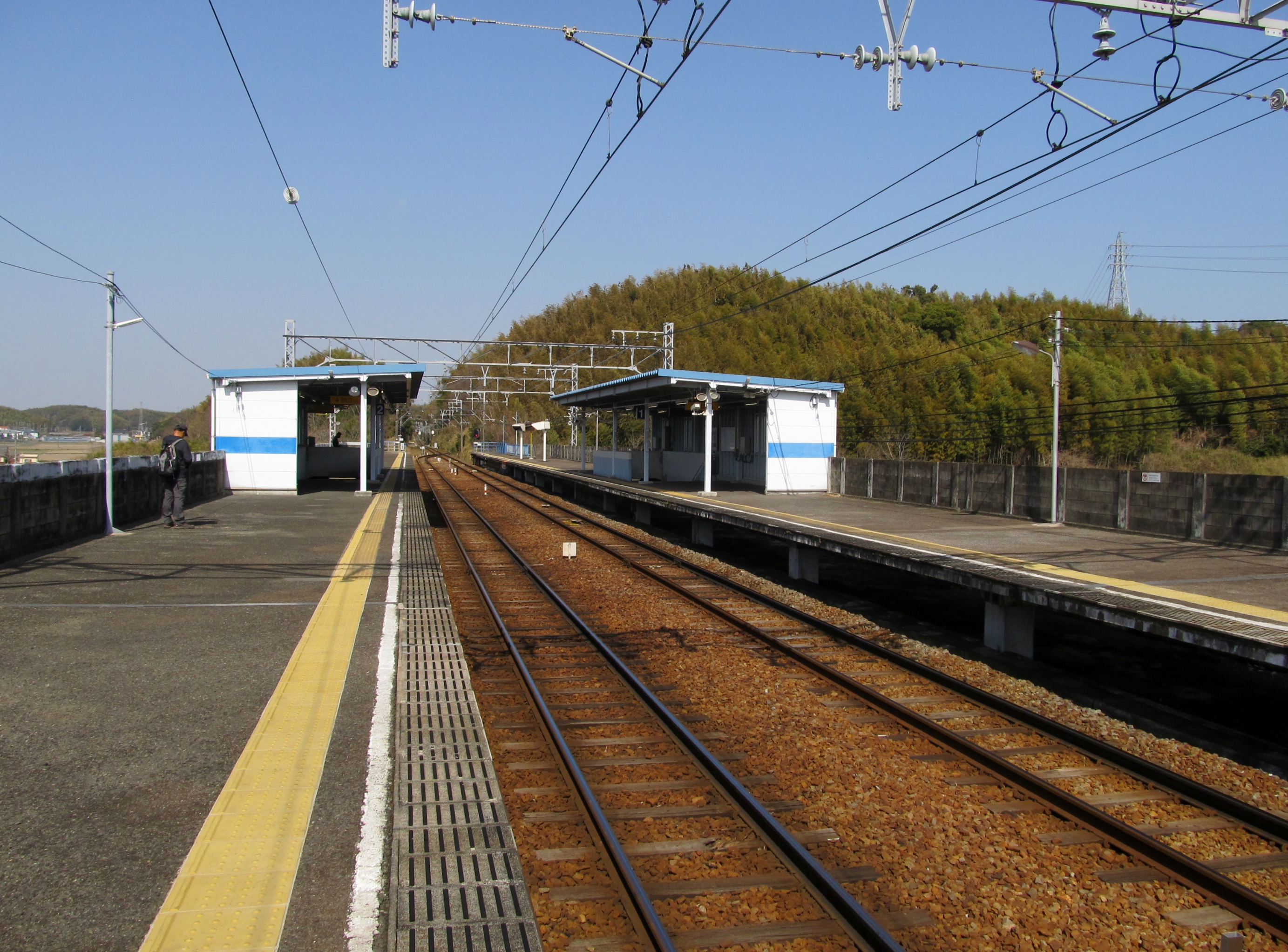
月台(2023年3月)

### 配線圖
| ← 富貴方向      | 野間站 站內配線略圖 | → 内海站 |
| 图例 参考文献： |                     |          |

## 使用狀況
- 在中提及在2013年度，當時1日平均上下車人次為736人，在名鐵所有車站（275站）排名第246，河和線、知多新線（24站）中排名第18[4]。
- 在中提及在1992年度，當時1日平均上下車人次為918人，除岐阜市內線均一車費區間內各站（岐阜市內線、田神線、美濃町線徹明町站至琴塚站之間）外名鐵所有車站（342站）中排名第230，河和線、知多新線（26站）中排名第18[5]。
- 在中提及，在2018年度1日平均乘車人次為321人[1]。

## 車站周邊
- 野間大坊（日语：野間大坊）（鶴林山無量壽院大御堂寺）
- 美濱町立野間中學
- LIDO美濱賽車場（日语：美浜サーキット）
- 新南愛知鄉村俱樂部美濱路線　(毎年9月會進行女子職業高球巡回賽、女裝萬星威東海精英賽（日语：東海クラシック）)在進行比賽時設有免費巴士行走。

此外，各酒店設有不定期接送巴士在此站出發。

## 相鄰車站
名古屋鐵道
  知多新線
■特急、□快速急行、■急行、■普通
知多奧田（KC22）－野間（KC23）－內海（KC24）
在此站與內海站之間曾計劃建設小野浦站

## 外部連結
- 野間 - 名古屋鐵道